# Theresa Berg Andersen
Theresa Berg Andersen, née le 29 décembre 1979 à Nibe (Danemark), est une femme politique danoise, membre du Parti populaire socialiste.

## Biographie
Theresa Berg Andersen devient directrice de crèche à Vesthimmerland en 2004, un emploi qu'elle occupe jusqu'en 2022. En parallèle, elle suit à partir de 2010 des études de management public à l'université d'Aarhus, dont elle est diplômée en 2015.
Engagée au sein du Parti populaire socialiste, Theresa Berg Andersen est élue au conseil municipal de Vesthimmerland lors des élections municipales de 2013. Elle est de nouveau candidate, cette fois-ci comme tête de liste, lors du scrutin de 2017 à l'issue duquel elle devient maire-adjointe de la commune,.
Elle est candidate aux élections législatives de 2019 dans le Jutland du Nord, mais échoue de justesse à remporter de siège, devenant seulement la première suppléante de son parti dans la circonscription. À ce titre, elle siège à deux reprises comme membre intérimaire du Folketing en remplacement de sa collègue Lisbeth Bech-Nielsen, du 1er janvier au 1er août 2020, puis du 15 décembre 2020 au 1er août 2021.
En septembre 2020, elle annonce être une nouvelle fois candidate à la mairie de Vesthimmerland à l'occasion des élections municipales de 2021. À l'occasion du scrutin, elle est réélue au conseil municipal et reconduite comme maire-adjointe.
Elle est élue députée de plein exercice au Folketing lors des élections législatives anticipées du 1er novembre 2022, et quitte alors son mandat municipal. En décembre 2024, elle devient la présidente du groupe parlementaire du Parti populaire socialiste.